# Kanton Ouistreham
Der Kanton Ouistreham ist seit 1982 ein französischer Wahlkreis im Département Calvados in der Region Normandie. Er umfasst elf Gemeinden im Arrondissement Caen und hat sein bureau centralisateur in Ouistreham. Im Rahmen der landesweiten Neuordnung der französischen Kantone wurde er im Frühjahr 2015 erweitert.

## Gemeinden
Der Kanton besteht aus elf Gemeinden mit insgesamt 35.253 Einwohnern (Stand: 1. Januar 2022) auf einer Gesamtfläche von 72,93 km²:
| Gemeinde               | Einwohner 1. Januar 2022 | Fläche km² | Dichte Einw./km² | Code INSEE | Postleitzahl |
| ---------------------- | ------------------------ | ---------- | ---------------- | ---------- | ------------ |
| Bénouville             | 2.001                    | 5,28       | 379              | 14060      | 14970        |
| Biéville-Beuville      | 3.855                    | 11,15      | 346              | 14068      | 14112        |
| Blainville-sur-Orne    | 5.991                    | 7,11       | 843              | 14076      | 14550        |
| Cambes-en-Plaine       | 1.804                    | 3,25       | 555              | 14125      | 14610        |
| Colleville-Montgomery  | 2.529                    | 7,74       | 327              | 14166      | 14880        |
| Hermanville-sur-Mer    | 3.263                    | 8,05       | 405              | 14325      | 14880        |
| Lion-sur-Mer           | 2.510                    | 4,75       | 528              | 14365      | 14780        |
| Mathieu                | 2.339                    | 9,41       | 249              | 14407      | 14920        |
| Ouistreham             | 9.261                    | 9,95       | 931              | 14488      | 14150        |
| Périers-sur-le-Dan     | 581                      | 2,95       | 197              | 14495      | 14112        |
| Saint-Aubin-d’Arquenay | 1.119                    | 3,29       | 340              | 14558      | 14970        |
| Kanton Ouistreham      | 35.253                   | 72,93      | 483              | 1420       | –            |

Bis zur landesweiten Neuordnung der französischen Kantone im März 2015 gehörten zum Kanton Ouistreham die sieben Gemeinden Bénouville, Biéville-Beuville, Blainville-sur-Orne, Colleville-Montgomery, Ouistreham, Périers-sur-le-Dan und Saint-Aubin-d’Arquenay. Sein Zuschnitt entsprach einer Fläche von 47,47 km2. Er besaß vor 2015 einen anderen INSEE-Code als heute, nämlich 1448.

## Politik
| Vertreter im Departementrat | Vertreter im Departementrat  | Vertreter im Departementrat |
| Amtszeit                    | Namen                        | Partei                      |
| --------------------------- | ---------------------------- | --------------------------- |
| 1982–2015                   | André Ledran                 | PS                          |
| 2015–                       | Michel Fricout Claire Trouvé | UMP                         |

| Einwohner                                                  | 9.414 | 10.899 | 12.272 | 15.428 | 17.515 | 20.015 | 22.617 | 23.255 |
| Ab 1962 offizielle Zahlen ohne Einwohner mit Zweitwohnsitz |       |        |        |        |        |        |        |        |